# Tonight (Kesha)
Tonight è un singolo della cantautrice statunitense Kesha, pubblicato il 28 gennaio 2020 come quarto estratto dal quarto album in studio High Road.